# 大急流鎮 (密歇根州)
大急流鎮（英語：Big Rapids）是一個位於美國密歇根州米科斯塔縣的城市。根據2010年美國人口普查，該地共人口10601人，而該地的面積約為11.82平方千米。同時該地也是米科斯塔縣的縣治。

## 地理
大急流鎮的座標為43°41′56″N 85°28′52″W / 43.69889°N 85.48111°W，而該地的平均海拔高度為282米（即925英尺）。